# Християн Димитров
Християн Димитров първият българин, победител в състезание с болиди от международен пистов шампионат. Роден е във Варна.

## Биография
Християн Димитров е шампион за 2002 г. в Българския картинг шампионат (10 победи от 12 старта). За да продължи кариерата си с автомобили получава състезателен лиценз само на 14 години от Италианската Моторспорт Федерация(ACI/CSAI) под вещото ръководство на Андреа Пичини (Астън Мартин ФИА ГТ пилот), вследствие на което получава правото да премине училището за пилоти на екс-Ф1 пилота Хенри Моро, където е отлично оценен от четирикратния победител в Льо Ман – Емануеле Пиро и екс-Ферари Ф1 пилота Никола Ларини . През първия си сезон извън картинга успява да се класира на 3-то място в Италианския Формула Форд шампионат, като печели пол-позишъни и победи. За награда получава тест с болид от Формула 3 подготвен от Корбета Компетиционе на италианската писта Маджоне, където има отличните си постижения в дъжда срещу пилоти като Лука Филипи – настоящия тест пилот на Хонда Ф1.
През следващия сезон Християн минава едно ниво по-нагоре и участва вече в Немския Формула Рено шампионат с отбор, създаден специално за него от семейството му. Поради финансови причини Християн може да участва само в 11 от 16-те старта, като има крайно малка бройка тестове през сезона. Въпреки това успява да регистрира топ 10 класирания и в крайното класиране с участие в 11 от 16 старта се нарежда на 20-а позиция, постижение което все още остава най-доброто за български пилот.